# إدغار مونيوز
إدغار مونيوز (بالإسبانية: Edgar Muñoz) (مواليد 22 ديسمبر 1983) هو ملاكم فنزويلي، مثّل بلاده في الألعاب الأولمبية الصيفية 2004.

## روابط خارجية
إدغار مونيوز على موقع اللجنة الأولمبية الدولية (الإنجليزية)
- إدغار مونيوز على موقع اللجنة الأولمبية الدولية (الإنجليزية)
- إدغار مونيوز على موقع أوليمبيديا (الإنجليزية)